# Cap Alava
Le cap Alava se trouve dans le comté de Clallam, État de Washington, États-Unis. C'est le point extrême le plus à l'ouest des 48 États contigus.

## Situation
Le cap Alava se trouve dans le parc national Olympique. Par terre, il est accessible via le Cape Alava Trail, un sentier pédestre de 5 kilomètres à travers la forêt tempérée humide, dont une grande partie est sur ponton. Au large se trouve le sanctuaire maritime de la côte olympique.
Plusieurs petites îles rocheuses se trouvent à proximité du cap :
- l'île Ozette au sud-ouest,
- les îles Bodelteh à l'ouest,
- l'île Cannonball (Tskawahyah) au nord.

| Cap Alava |

## Flore et faune
La forêt qui borde le cap est une forêt tempérée humide (sempervirente), dominée par des thuyas géants (western red cedar, Thuja plicata).
La faune terrestre comprend des chevreuils et des pygargues à tête blanche (Haliaeetus leucocephalus).
La faune maritime comprend des baleines, des otaries et lions de mer, des loutres de mer (Enhydra lutris).

## Histoire
Le cap tient son nom de l'Espagnol Don José Manuel de Álava, qui a signé le compromis de Nootka avec les Anglais en 1795, leur cédant la région.
Les alentours du cap étaient peuplés par les indiens Ozette depuis environ 2 000 ans, jusqu'à ce qu'ils s'installent plus au nord au début du XXe siècle, devant la baie de Makah (Makah Bay), afin que leurs enfants puissent aller à l'école. La réserve indienne Ozette comprend quelques dizaines de kilomètres carrés immédiatement au nord du cap.
Le site même du cap abritait un village indien ; il a été enseveli sous une coulée de boue vers 1500. À la suite d'excavations conduites dans les années 1970, des reliques archéologiques sont maintenant préservées au musée Makah.

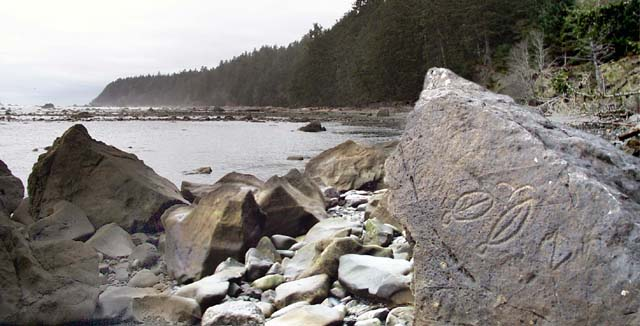
Pétroglyphes à Wedding Rocks

À quelques centaines de mètres au nord du cap se trouve l'île Cannonball (Tskawahyah), accessible à marée basse, qui tire son nom des nombreuses concrétions rocheuses qui l'entourent. Certaines d'entre elles ont été déplacées par les Ozette, d'une part pour défendre la plage contre des attaques ennemies par canoë, d'autre part pour créer des chenaux afin de hisser des baleines sur la plage.
Il subsiste quelques pétroglyphes à Wedding Rocks, à environ un kilomètre au sud du cap.

## Sources
- E.M. Sterling et Ira Spring, Best Short Hikes in Washington's South Cascades & Olympics, The Mountaineers Books,  (ISBN 0-89886-869-6)